# Caroline Schuch
Caroline Schuch (* 17. April 1739; † 8. November 1787 in Königsberg, Preußen) war eine deutsche Schauspielerin. Mit ihrem Mann gehörte sie in der zweiten Hälfte des 18. Jahrhunderts zu den führenden Kräften des deutschen Theaters.

## Leben
Caroline stammte vermutlich aus Schlesien und war in zweiter Ehe mit Franz Schuch d. J. (1741–1771) verheiratet. Sie spielte mit ihm in Berlin und auf Gastspielen in Danzig und Königsberg. Bei den guten Bedingungen blieben sie in Ostpreußens Hauptstadt. Als ihr Mann mit 30 Jahren gestorben war, übernahm Caroline die Leitung des Theaters und der angesehenen Truppe, für die sie bedeutende Schauspieler gewinnen konnte. Im Winter spielte sie im eigenen Schauspielhaus in Königsberg und im Herbst meist in Danzig. Im Sommer gastierte sie in den größeren Städten Ostpreußens und – auf Wunsch Peter von Birons – in Libau und Mitau. Neben Rollen in gängigen Stücken von William Shakespeare und ihrer Zeitgenossen Gotthold Ephraim Lessing, Johann Wolfgang von Goethe und Friedrich Schiller spielte sie französische Stücke. Mit ihrem Mann pflegte sie das Singspiel, eine Zeitlang mit Balletteinlagen. Ludwig von Baczko und Friedrich Ernst Jester lieferten ihr Übersetzungen französischer Stücke und eigene Textbücher.
Als sie am 8. November 1787 in Königsberg, Preußen im Alter von 48 Jahren gestorben war, übernahm Karl Steinberg (1757–1811), ihr Sohn aus erster Ehe, die Königsberger Theaterleitung. Ihre beiden Töchter heirateten die Schauspielerbrüder Bachmann. Als das Theater 1802 einem Brand zum Opfer fiel, begründeten Friederike und ihr Mann in Danzig die westpreußische Schauspielgesellschaft. Damit endete die Theatergemeinschaft Königsberg–Danzig.